# 福岡市立和白小学校
福岡市立和白小学校（ふくおかしりつ わじろしょうがっこう）は、福岡県福岡市東区塩浜一丁目にある公立小学校。

## 沿革
1872年（明治5年）に発布された学制令を受け翌年の1873年（明治6年）に創立した歴史ある小学校である。校内には創立120年を迎えた1994年（平成6年）に建てられた記念碑が建っている。

### 鯨学校
創立当初（当時は奈多小学校）、校舎はなく授業は近隣の寺を借りて行われていたが建物の傷みがひどく、地元の人々による校舎建設の気運が高まった。しかし、校舎新築には当時としては大金の800円程度が必要とされ、住民達の勤労奉仕や寄付などにより資金を集めたものの新築費用には程遠かった。1881年（明治14年）初夏、村の沖合に鯨が出没し、この鯨を浜に追い込んで引き揚げることに成功した。鯨の捕獲は漁船2隻が沈没、6隻が大破するなど大捕物だったが、鯨の売却により500円程度の資金が生まれ校舎新築が実現した。この出来事が由来となり鯨学校と呼ばれるようになったとされる。
2020年12月6日、新たに完成した「鯨学校跡地」の石碑の除幕式が行われた。

### 年表
- 1873年（明治6年） - 奈多小学校として創立。
- 1881年（明治14年） - 校舎新築。
- 1886年（明治19年） - 奈多小学簡易科に改称。
- 1890年（明治23年） - 奈多尋常小学校に改称。
- 1892年（明治25年） - 和白尋常小学校に改称。
- 1903年（明治36年）- 現在地に移転。
- 1912年（大正元年）- 和白尋常高等小学校に改称。
- 1941年（昭和16年）- 和白国民学校に改称。
- 1947年（昭和22年）- 和白小学校に改称。
- 1948年（昭和23年）- 校歌制定。
- 1951年（昭和26年）- 校旗制定。
- 1959年（昭和34年）- 現校舎落成。
- 1960年（昭和35年）- 和白町の福岡市への編入合併により福岡市立和白小学校となる。
- 1972年（昭和47年）- 校内に蒸気機関車C12 222を保存展示（2003年（平成15年）に校内から搬出し修復され小倉総合車両センターに移設された）。
- 1974年（昭和49年）- 福岡市立美和台小学校を分離独立（1863名中722名が美和台小へ）[2]。
- 1976年（昭和51年）- 福岡市立和白東小学校を分離独立（1595名中736名が和白東小へ）。
- 1981年（昭和56年）- 福岡市立奈多小学校を分離独立（1539名中779名が奈多小へ）。
- 1994年（平成6年）- 創立120周年を記念して式典を挙行。
- 1996年（平成8年）- 福岡市立三苫小学校を分離独立（約1300名中約600名が三苫小へ）。

## 通学区域
以下の東区内の各地域。
- 和白2-6丁目（一部）
- 塩浜1-3丁目（一部）
- 奈多1丁目（一部）

和白町では唯一の小学校であったが、福岡市との合併後、旧和白町域の住宅地化の進行とそれに伴う児童増により、分離が繰り返された。
中学校は和白中学校の校区となる。

### 校区が隣接する小学校
- 福岡市立美和台小学校
- 福岡市立和白東小学校
- 福岡市立奈多小学校
- 福岡市立香住丘小学校
- 福岡市立三苫小学校

### 校区内の主な施設
- JR九州香椎線・西鉄貝塚線 和白駅
- 西鉄貝塚線 唐の原駅
- 和白青松園
- 和白干潟
- 福岡朝鮮初級学校

## 著名な出身者
- 田中カ子（スーパーセンテナリアン、世界歴代長寿2位、現在地に移転した年に誕生）[4]